# Augustin Duprat de Barbançon
Augustin du Prat de Barbançon est un homme politique français né le 18 juin 1750 à Paris et décédé le 19 mars 1797 à Mannheim (Palatinat du Rhin).
Colonel, membre de l'assemblée provinciale de Soissons en 1787, il est député de la noblesse aux États généraux de 1789 pour le bailliage de Villers-Cotterêts. Il s'oppose à la Révolution et émigre en 1791. Il devient maréchal de camp dans l'armée de Condé en 1796.

## Descendance
- Charlotte-Elisabeth du Prat de Barbançon, abbesse de Saint-Remy de Villers-Cotterêts

## Sources
- « Augustin Duprat de Barbançon », dans Adolphe Robert et Gaston Cougny, Dictionnaire des parlementaires français, Edgar Bourloton, 1889-1891 [détail de l’édition]
- Lepage, Des émigrés et de leurs créanciers depuis la Restauration, Paris, C.-J. Trouvé, 1823, 322 p. (lire en ligne), p. 106.